# Cena národní společnosti filmových kritiků 2015

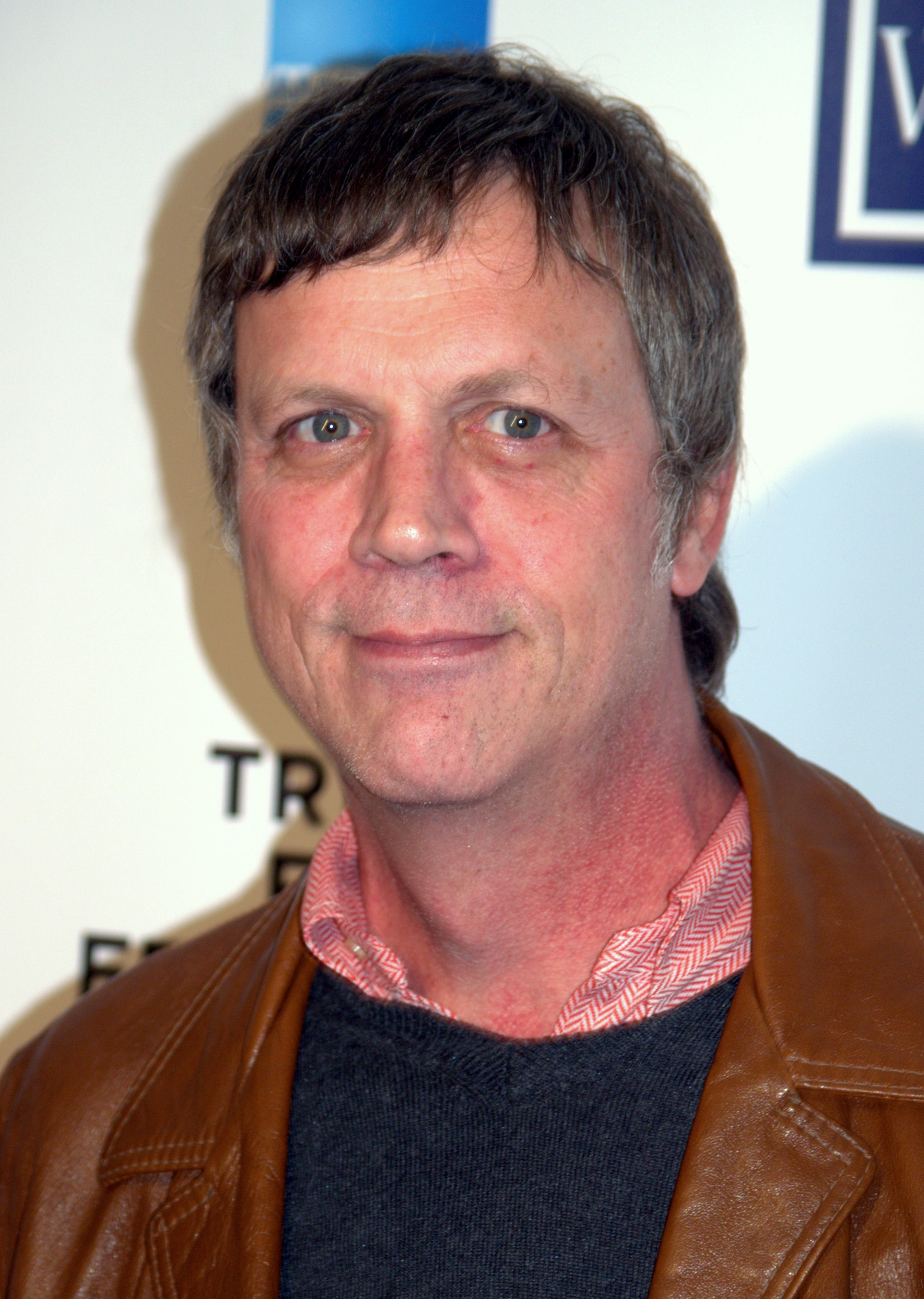
Todd Haynes vítěz v kategorii nejlepší režie

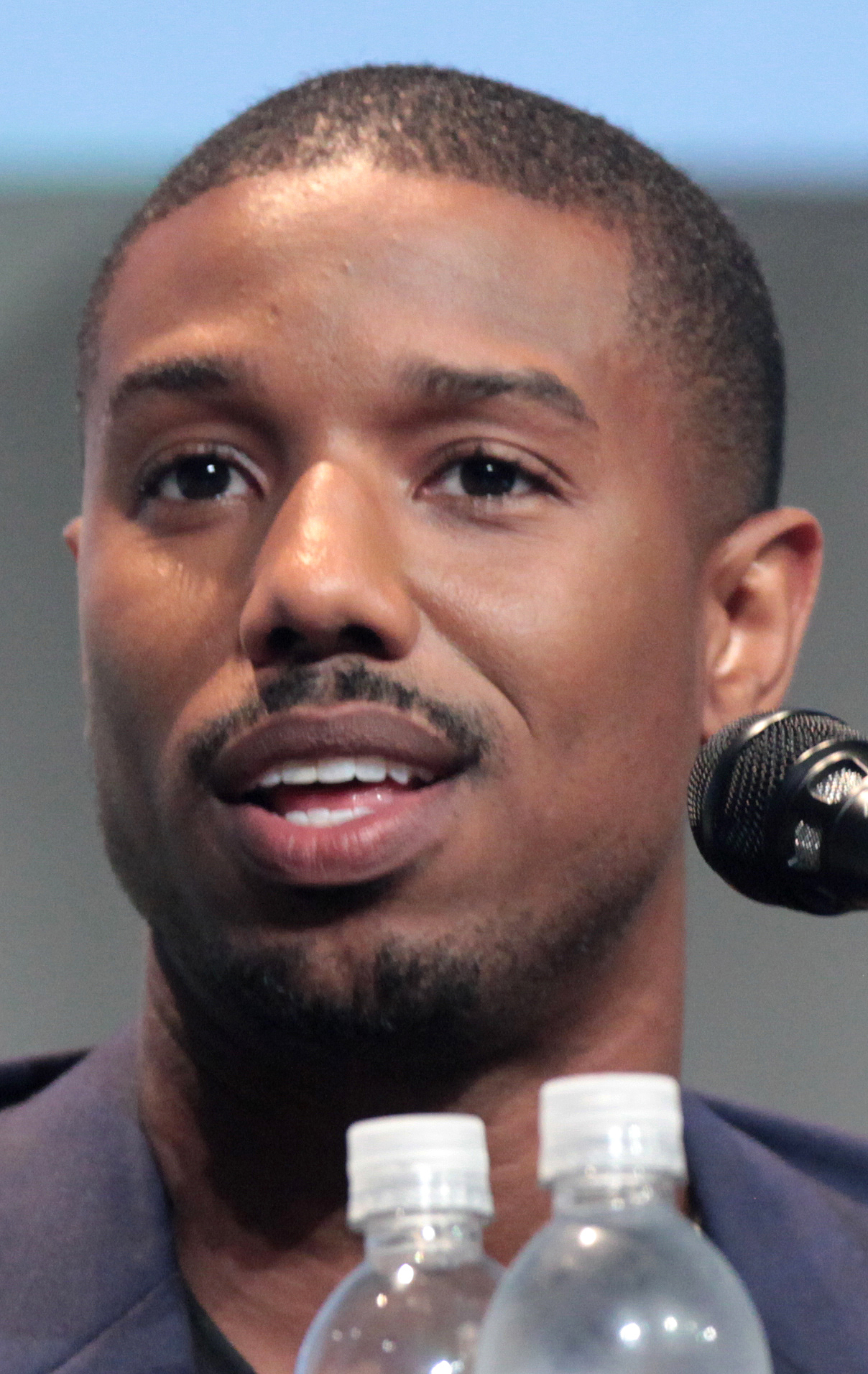
Michael B. Jordan vítěz v kategorii nejlepší herec v hlavní roli

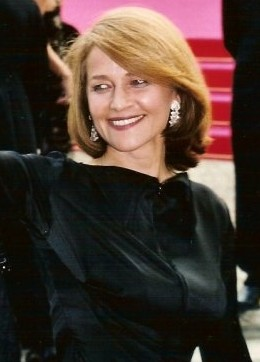
Charlotte Rampling vítězka v kategorii nejlepší herečka v hlavní roli

50. ročník předávání cen Národní společnosti filmových kritiků se konal dne 3. ledna 2016.

## Vítězové a nominovaní

### Nejlepší film
1. Spotlight (23)
2. Carol (17)
3. Šílený Max: Zběsilá cesta (13)

### Nejlepší režie
1. Todd Haynes – Carol (21)
2. Tom McCarthy – Spotlight (21)
3. George Miller – Šílený Max: Zběsilá cesta (20)

### Nejlepší scénář
1. Tom McCarthy a Josh Singer – Spotlight (21)
2. Charlie Kaufman – Anomalisa (15)
3. Adam McKay a Charles Randolph – Sázka na nejistotu (15)

### Nejlepší herec v hlavní roli
1. Michael B. Jordan – Creed (29)
2. Géza Röhrig – Saulův syn (18)
3. Tom Courtenay – 45 let (15)

### Nejlepší herečka v hlavní roli
1. Charlotte Rampling – 45 let (57)
2. Saoirse Ronan – Brooklyn (30)
3. Nina Hoss – Fénix (22)

### Nejlepší herec ve vedlejší roli
1. Mark Rylance – Most špionů (56)
2. Michael Shannon – 99 Homes (15)
3. Sylvester Stallone – Creed (14)

### Nejlepší herečka ve vedlejší roli
1. Kristen Stewart – Sils Maria (53)
2. Alicia Vikander – Ex Machina (23)
3. Kate Winslet – Steve Jobs (17)
4. Elizabeth Banks – Love & Mercy (17)

### Nejlepší dokument
1. Amy – Asif Kapadia (23)
2. In Jackson Heights – Frederick Wiseman (18)
3. Seymour: An Introduction – Ethan Hawke (15)

### Nejlepší cizojazyčný film
1. Timbuktu – Abderrahmane Sissako (22)
2. Fénix – Christian Petzold(20)
3. Assassin – Hou Hsiao-hsien (16)

### Nejlepší kamera
1. Edward Lachman – Carol (25)
2. Mark Lee Ping Bin – Assassin (22)
3. John Seale – Šílený Max: Zběsilá cesta (12)